# Pyöreinen (sjö i Nurmes, Norra Karelen)
Pyöreinen är en sjö i kommunen Nurmes i landskapet Norra Karelen i Finland. Sjön ligger 167,8 meter över havet. Den är 5,1 meter djup. Arean är 50 hektar och strandlinjen är 3,09 kilometer lång. Sjön  ingår i Vuoksens huvudavrinningsområde.   Den ligger omkring 100 kilometer nordväst om Joensuu och omkring 410 kilometer nordöst om Helsingfors. 